# Élections législatives de 1981 en Martinique
Les élections législatives françaises de 1981 en Martinique se déroulent les 14 et 21 juin.

## Élus
| Circonscription | Député sortant | Parti | Parti    | Député élu ou réélu | Parti | Parti    |
| --------------- | -------------- | ----- | -------- | ------------------- | ----- | -------- |
| 1re             | Camille Petit  |       | RPR      | Camille Petit       |       | RPR      |
| 2e              | Aimé Césaire   |       | PPM      | Aimé Césaire        |       | PPM      |
| 3e              | Victor Sablé   |       | UDF (PR) | Victor Sablé        |       | UDF (PR) |

## Positionnement des partis
Le Parti communiste martiniquais se présente dans les trois circonscriptions tandis que la Fédération socialiste de la Martinique, fédération départementale du PS, a des candidats dans les 1re et 3e circonscriptions. Quant au Parti progressiste martiniquais, il soutient le député sortant Aimé Césaire dans la circonscription de Fort-de-France (2e).
Du côté de la majorité sortante, réunie dans l'Union pour la nouvelle majorité, elle est présente dans l'ensemble des circonscriptions martiniquaises et apporte son soutien aux députés sortants Camille Petit (RPR) et Victor Sablé (UDF-PR). Dans le détail, on compte 2 candidats UDF et 1 RPR.
Enfin, l'extrême gauche se présente dans les 1re et 2e circonscriptions, avec respectivement Renée Ravoteur (GRS) et Louis Maugée (CO), et un candidat divers droite, Christian Eneleda, est présent dans la 2e.

## Résultats

### Analyse
Si les trois députés martiniquais sortants ont obtenu une majorité des suffrages exprimés dès le premier tour, il a fallu attendre le second tour de scrutin pour que ces derniers soient reconduits et ce, à cause de la faible participation.
La droite reste majoritaire en sièges mais elle recule fortement par rapport au scrutin de 1978 : leurs candidats perdent entre 11,4 et 17,4 points et au niveau départemental, elle se retrouve derrière le bloc de gauche. 
A contrario, les socialistes et le PPM progressent sensiblement : le PS gagne en moyenne 25 points par rapport au scrutin législatif précédent et Aimé Césaire améliore son score, passant de 52,6 % en 1978 à 60,5 % en 1981. Quant aux communistes du PCM, ils voient leur audience électorale reculer fortement.
Les autres formations politiques enregistrent de faibles scores.

### Résultats à l'échelle du département
| Parti          | Parti                              | Premier tour | Premier tour | Second tour | Second tour | Sièges |
| Parti          | Parti                              | Voix         | %            | Voix        | %           | Sièges |
| -------------- | ---------------------------------- | ------------ | ------------ | ----------- | ----------- | ------ |
|                | Parti progressiste martiniquais    | 17 039       | 26,51        | 20 965      | 25,47       | 1      |
|                | Parti socialiste                   | 11 330       | 17,62        | 20 726      | 25,18       | 0      |
|                | Parti communiste martiniquais      | 4 139        | 6,44         |             |             | 0      |
|                | Majorité présidentielle            | 32 508       | 50,57        | 41 691      | 50,66       | 1      |
|                |                                    |              |              |             |             |        |
|                | Union pour la démocratie française | 19 301       | 30,02        | 25 314      | 30,76       | 1      |
|                | Rassemblement pour la République   | 11 612       | 18,06        | 15 292      | 18,58       | 1      |
|                | Divers droite                      | 363          | 0,56         |             |             | 0      |
|                | Union pour la nouvelle majorité    | 31 276       | 48,65        | 40 606      | 49,34       | 2      |
|                |                                    |              |              |             |             |        |
|                | Extrême gauche (GRS et CO)         | 500          | 0,78         |             |             | 0      |
|                |                                    |              |              |             |             |        |
| Inscrits       | Inscrits                           | 187 408      | 100,00       | 187 428     | 100,00      | 3      |
| Abstentions    | Abstentions                        | 119 676      | 63,86        | 101 621     | 54,22       |        |
| Votants        | Votants                            | 67 732       | 36,14        | 85 807      | 45,78       |        |
| Blancs et nuls | Blancs et nuls                     | 3 448        | 5,09         | 3 510       | 4,09        |        |
| Exprimés       | Exprimés                           | 64 284       | 94,91        | 82 297      | 95,91       |        |

### Résultats par circonscription

#### Première circonscription (Nord - La Trinité)
| Candidat       | Candidat                    | Parti          | Premier tour | Premier tour | Second tour | Second tour |  |
| Candidat       | Candidat                    | Parti          | Voix         | %            | Voix        | %           |  |
| -------------- | --------------------------- | -------------- | ------------ | ------------ | ----------- | ----------- |  |
|                | Camille Petit sortant réélu | RPR (UNM)      | 11 612       | 63,19        | 15 292      | 64,62       |  |
|                | Siméon Salpetrier           | FSM            | 4 668        | 25,40        | 8 372       | 35,38       |  |
|                | Sévère Cerland              | PCM            | 1 837        | 10,00        |             |             |  |
|                | Renée Ravoteur              | Extrême gauche | 260          | 1,41         |             |             |  |
|                |                             |                |              |              |             |             |  |
| Inscrits       | Inscrits                    | Inscrits       | 58 981       | 100,00       | 58 961      | 100,00      |  |
| Abstentions    | Abstentions                 | Abstentions    | 39 765       | 67,42        | 34 373      | 58,3        |  |
| Votants        | Votants                     | Votants        | 19 216       | 32,58        | 24 588      | 41,7        |  |
| Blancs et nuls | Blancs et nuls              | Blancs et nuls | 839          | 4,37         | 924         | 3,76        |  |
| Exprimés       | Exprimés                    | Exprimés       | 18 377       | 95,63        | 23 664      | 96,24       |  |

#### Deuxième circonscription (Centre - Fort-de-France)
| Candidat       | Candidat                   | Parti          | Premier tour | Premier tour | Second tour | Second tour |  |
| Candidat       | Candidat                   | Parti          | Voix         | %            | Voix        | %           |  |
| -------------- | -------------------------- | -------------- | ------------ | ------------ | ----------- | ----------- |  |
|                | Aimé Césaire sortant réélu | PPM            | 17 039       | 60,48        | 20 965      | 63,70       |  |
|                | Max Elizé                  | UDF (UNM)      | 9 549        | 33,90        | 11 948      | 36,30       |  |
|                | Gabriel Lordinot           | Extrême gauche | 980          | 3,48         |             |             |  |
|                | Christian Eneleda          | Divers droite  | 363          | 1,29         |             |             |  |
|                | Louis Maugée               | CO             | 240          | 0,85         |             |             |  |
|                |                            |                |              |              |             |             |  |
| Inscrits       | Inscrits                   | Inscrits       | 69 617       | 100,00       | 69 673      | 100,00      |  |
| Abstentions    | Abstentions                | Abstentions    | 39 786       | 57,15        | 35 178      | 50,49       |  |
| Votants        | Votants                    | Votants        | 29 831       | 42,85        | 34 495      | 49,51       |  |
| Blancs et nuls | Blancs et nuls             | Blancs et nuls | 1 660        | 5,56         | 1 582       | 4,59        |  |
| Exprimés       | Exprimés                   | Exprimés       | 28 171       | 94,44        | 32 913      | 95,41       |  |

#### Troisième circonscription (Sud - Le Marin)
| Candidat       | Candidat                   | Parti          | Premier tour | Premier tour | Second tour | Second tour |  |
| Candidat       | Candidat                   | Parti          | Voix         | %            | Voix        | %           |  |
| -------------- | -------------------------- | -------------- | ------------ | ------------ | ----------- | ----------- |  |
|                | Victor Sablé sortant réélu | UDF (PR)       | 9 752        | 54,98        | 13 366      | 51,97       |  |
|                | Maurice Louis-Joseph-Dogué | FSM            | 6 662        | 37,56        | 12 354      | 48,03       |  |
|                | Pierre Zobda-Quitman       | PCM            | 1 322        | 7,45         |             |             |  |
|                |                            |                |              |              |             |             |  |
| Inscrits       | Inscrits                   | Inscrits       | 58 810       | 100,00       | 58 794      | 100,00      |  |
| Abstentions    | Abstentions                | Abstentions    | 40 125       | 68,23        | 32 070      | 54,55       |  |
| Votants        | Votants                    | Votants        | 18 685       | 31,77        | 26 724      | 45,45       |  |
| Blancs et nuls | Blancs et nuls             | Blancs et nuls | 949          | 5,08         | 1 004       | 3,76        |  |
| Exprimés       | Exprimés                   | Exprimés       | 17 736       | 94,92        | 25 720      | 96,24       |  |